# عبدون ميوولي
عبدون ميوولي (بالفرنسية: Abdon Mewoli) (مواليد 18 أكتوبر 1985) هو ملاكم كاميروني، مثّل بلاده في الألعاب الأولمبية الصيفية 2012.

## روابط خارجية
عبدون ميوولي على موقع بوكس ريك (الإنجليزية) (registration required)
- عبدون ميوولي على موقع أوليمبيديا (الإنجليزية)